# Peter Avalon

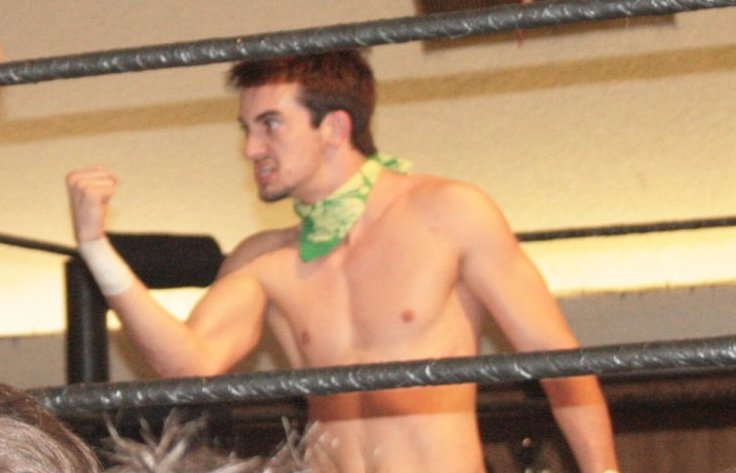
Avalon en un evento de Pro Wrestling Guerrilla en 2011.

Peter Hernandez (14 de junio de 1989) es un luchador profesional estadounidense, más conocido por su nombre en el ring, Peter Avalon quien trabaja para All Elite Wrestling (AEW). Es también conocido por sus apariciones en Pro Wrestling Guerrilla y Total Nonstop Action Wrestling, en el último bajo el nombre de Norv Fernum.

## Carrera en lucha libre profesional

### Carrera temprana
Avalon debutó el 15 de noviembre de 2008 por la Empire Wrestling Federation contra Chris Kadillak en San Bernardino, California, siendo derrotado. Él haría su debut para Alternative Wrestling Show a comienzos del año siguiente. Él ganaría el Campeonato Semipesado de Alternative Wrestling Show de T.J. Perkins el 26 de abril de 2009 en Rowland Heights, California. Siéndole concedido el nuevo Campeonato Peso Ligero de AWS en el siguiente show, él defendería el campeonato entre los luchadores en el área del sur de California como Charles Mercury, Chris Kadillak y Malachi Jackson. Él comenzó una pelea con Human Tornado sobre el Campeonato Peso Ligero de AWS que culminaría en un Falls Count Anywhere Match en 23 de octubre de 2009 donde Avalon fue el ganador.
Avalon continuaría compitiendo a lo largo del sur de California en 2010 para empresas como EWF, AWS, SoCal Pro Wrestling, Mach 1 Pro Wrestling y New Wave Pro Wrestling. Él haría su debut y competiría en Portland, Oregón y zonas aledañas para la empresa de lucha libre West Coast Wrestling. Avalon pasaría a hacer su debut en Pro Wrestling Guerrilla en Seven el 30 de julio de 2010.

### Championship Wrestling from Hollywood (2010-2014)
Avalon hizo su debut en Championship Wrestling from Hollywood el 25 de agosto de 2010 en un esfuerzo fallido ante Colt Cabana. Peter se uniría a Adam Pearce , Joey Kaos y Austin Aries para formar "The Standard". Los cuatro se pelearían con Scorpio Sky , Joey Ryan , Nick Madrid y Willie Mack a lo largo de 2010 y principios de 2011.
En 2011, The Standard eventualmente se separaría y Peter se encontraría alineado con Ray Rosas y Rico Dynamite. El trío entraría en una pelea con Ryan Taylor , Famous B, Aaron Bolo y, más tarde, Jarek Matthews. La disputa culminaría en un Six Man Tag Team Hair Vs. Hair Elimination Match el 10 de julio de 2011, en el que Ryan Taylor le cortó el pelo a Peter. Avalon eventualmente entraría en una pelea con Ryan Taylor. Peter, acompañado de Ray Rosas, atormentaría a Taylor mes tras mes, compitiendo en varios partidos competitivos y violentos. La disputa culminaría en un combate Steel Cage el 12 de febrero de 2012 en Glendale, California, con Peter en el lado perdedor.
El 21 de julio de 2013, Avalon y su compañero Ray Rosas, ahora conocidos colectivamente como "PPRay", derrotaron a Los Bandidos (Rico Dynamite y Tito Escondido), The RockNES Monsters (Johnny Goodtime y Johnny Yuma) y The Tribe (Hawaiian Lion y Navajo). Warrior) en una lucha por equipos de Eliminación para ganar los Campeonatos de Parejas Heritage de CWFH .
Avalon renunciaría a los campeonatos en parejas después de que Rosas sufriera una lesión, pero fue interrumpido por los RockNES Monsters. En lugar de renunciar a los títulos, Peter optó por defender los títulos en un partido de handicap 2 contra 1 contra RockNES. Peter finalmente perdería el combate y los títulos de Heritage Tag Team ante RockNES Monsters el 13 de abril de 2014. El 12 de octubre de 2014 para CWFHollywood, PPRay derrotó a The RockNES Monsters para ganar el CWFH Heritage Tag Team Championship. Perdieron los títulos contra los ex campeones 12 días después en un evento de Baja Stars en Tijuana, México

### Total Nonstop Action Wrestling (2013–2015)
Hernandez hizo su debut para TNA el 20 de octubre de 2013 en Bound for Glory como un jobber, perdiendo ante Ethan Carter III utilizando el nombre de Norv Fornum. Tras su aparición en Bound for Glory, Fernum regresó el 31 de octubre en Impact Wrestling desafiando y perdiendo ante Carter en una revancha. En la edición de Día de Acción de Gracias del 22 de noviembre de 2013 de Impact Wrestling, The BroMans (Robbie E & Jessie Godderz) derrotaron a Fernum & Dewey Barnes para ganar el primer Turkey Bowl de equipos, en el proceso obligando a Fernum y a Barnes a ponerse los trajes anuales de pavo. En el episodio del 12 de diciembre de 2013 de Impact Wrestling Fernum compitió en un Feast or Fired Match de doce hombres. El 2 de enero de 2014, Fernum fue derrotado por el debutante Samuel Shaw.

### All Elite Wrestling (2019-presente)
El 22 de abril de 2019 de Being the Elite, se anunció que Avalon había firmado con All Elite Wrestling.  El 13 de julio, Avalon debutó en Fight for the Fallen en el pre-show cayendo derrotado ante Sonny Kiss.
El 29 de mayo de 2020, Avalon comenzó una storyline con Brandon Cutler en una "carrera hacia el fondo", tratando de obtener sus primeras victorias en AEW. Más tarde perdería contra Jungle Boy por sumisión. La semana siguiente, Avalon y Cutler competirían como equipo perdiendo contra equipos como The Natural Nightmares (Dustin Rhodes y QT Marshall), Jurassic Express (Jungle Boy y Luchasaurus), SoCal Uncensored (Christopher Daniels y Frankie Kazarian), y The Young Bucks. Eran un tag team disfuncional hasta que se dieron la mano en señal de respeto después de perder con The Young Bucks, haciendo a Avalon face en el proceso.
En agosto, Avalon y Cutler se nombraron como "The Iniatative". Después de perder varios combates más como equipo, los dos se separaron y comenzaron una disputa entre ellos con ambos hombres luchando para lograr su primera victoria en AEW. El 1 de septiembre de 2020, en la edición de AEW Dark, Avalon y Cutler tuvieron su primer combate uno contra el otro que terminó en un doble-countout, dejando a ambos hombres sin ganar. Avalon se enfrentaría de nuevo a Cutler en el episodio del 13 de octubre de 2020 de Dark y esta vez el partido terminó en una doble descalificación, dejando de nuevo a ambos competidores sin una sola victoria. El 19 de octubre de 2020, en el episodio de Being the Elite (donde se ha desarrollado gran parte de la disputa entre Avalon y Cutler), el presidente de AEW, Tony Khan, anunció Avalon vs. Cutler III para la edición del 27 de octubre de 2020 de Dark y estipuló que debe haber un ganador. En AEW Dark, el 27 de octubre de 2020, perdió.
En la edición de AEW Dark de 24 de noviembre de 2020 finalmente obtuvo su primera victoria en AEW al derrotar a Fuego del Sol.

### Regreso a National Wrestling Alliance (2022)
Regreso en el NWA USA emitido el 24 de septiembre, enfrentándose a Kerry Morton, Colby Corino, Joe Alonzo, Mike Bennett y a PJ Hawx, por una oportunidad al Campeonato Mundial Peso Junior Pesado de NWA.

### Ring Of Honor (2023)
En el ROH on Honor Club emitido el 18 de mayo, junto a Ryan Nemeth fueron derrotaron por Iron Savages (Boulder & Bronson).

## En lucha
- Apodos
  - "Pretty"
  - "The Librarian"

- Mánagers
  - Leva Bates

## Campeonatos y logros
- Alternative Wrestling Show
  - AWS Light Heavyweight Championship (1 vez)[10]
  - AWS Tag Team Championship (1 vez) – con Ray Rosas[11]

- Adrenaline Unleashed Pro Wrestling
  - AUPW Las Vegas Championship (1 time)[12]

- Championship Wrestling From Hollywood
  - CWFH Heritage Heavyweight Championship (1 vez)[13]
  - CWFH Heritage Tag Team Championship (3 veces) – con Ray Rosas[14]
  - UWN Television Championship (1 vez)[15]
  - Red Carpet Rumble (2015)[16]

- DDT Pro-Wrestling
  - Ironman Heavymetalweight Championship (1 vez)[17]

- FIST Combat
  - FIST Heavyweight Championship (1 vez)[18]

- Insane Wrestling League
  - IWL World Heavyweight Championship (1 vez y último)
  - IWL Anarchy Championship (1 vez)[19]

- SoCal Pro Wrestling
  - SCP Tag Team Championship (1 vez) – con Nick Lovin[20]

- West Coast Wrestling Connection
  - WCWC Tag Team Championship (1 time) – con El Tucson[21]